# Aliatypus
Aliatypus Smith, 1908 è un genere di ragni appartenente alla famiglia Antrodiaetidae.

## Distribuzione
Le 12 specie note di questo genere sono endemiche degli Stati Uniti, distribuite fra California e Arizona.

## Tassonomia
Attualmente, a giugno 2012, si compone di 12 specie:
- Aliatypus aquilonius Coyle, 1974 — USA
- Aliatypus californicus (Banks, 1896)[2] — USA
- Aliatypus coylei Hedin & Carlson, 2011 — USA
- Aliatypus erebus Coyle, 1974 — USA
- Aliatypus gnomus Coyle, 1974 — USA
- Aliatypus gulosus Coyle, 1974 — USA
- Aliatypus isolatus Coyle, 1974 — USA
- Aliatypus janus Coyle, 1974 — USA
- Aliatypus plutonis Coyle, 1974 — USA
- Aliatypus thompsoni Coyle, 1974 — USA
- Aliatypus torridus Coyle, 1974 — USA
- Aliatypus trophonius Coyle, 1974 — USA